# Khổ giấy

Bảng so sánh các kích cỡ giấy

Khổ giấy theo tiêu chuẩn quốc tế EN ISO 216 xuất phát từ chuẩn DIN 476 do Viện tiêu chuẩn Đức (Deutschen Institut für Normung - DIN) đưa ra năm 1922. Song song với tiêu chuẩn này còn có các hệ thống khác như tại Hoa Kỳ hay Canada.

## Các tiêu chuẩn

### Tiêu chuẩn quốc tế (ISO)
- Kích thước luôn viết chiều ngắn hơn trước
- Tất cả các khổ trong các dãy A, B và C đều là các hình chữ nhật với tỷ lệ 2 cạnh là căn bậc 2 của 2, xấp xỉ 1,414
- Diện tích của khổ A0 quy định là 1m². Các cạnh của khổ A0 do đó được xác định là 841x1189mm
- Các khổ trong cùng dãy được theo thứ tự xác định lùi, khổ sau có diện tích bằng 50% diện tích khổ trước (được chia bằng cách cắt khổ trước theo đường cắt song song với cạnh ngắn)
- Các khổ của dãy B được suy ra bằng cách lấy trung bình nhân các khổ kế tiếp nhau của dãy A
- Các khổ của dãy C được suy ra bằng cách lấy trung bình nhân các khổ của dãy A và B tương ứng
- Các khổ của dãy A, B và C được tính toán thành bảng số liệu sau đây:

| STT | Khổ A | Khổ A           | Khổ A             | Khổ B | Khổ B           | Khổ B             | Khổ C | Khổ C           | Khổ C             |
|     | Cỡ    | Kích thước (mm) | Kích thước (inch) | Cỡ    | Kích thước (mm) | Kích thước (inch) | Cỡ    | Kích thước (mm) | Kích thước (inch) |
| --- | ----- | --------------- | ----------------- | ----- | --------------- | ----------------- | ----- | --------------- | ----------------- |
| 1   | A0    | 841 × 1189      | 33,1 × 46,8       | B0    | 1000 × 1414     | 39,4 × 55,7       | C0    | 917 × 1297      | 36,1 × 51,1       |
| 2   | A1    | 594 × 841       | 23,4 × 33,1       | B1    | 707 × 1000      | 27,8 × 39,4       | C1    | 648 × 917       | 25,5 × 36,1       |
| 3   | A2    | 420 × 594       | 16,5 × 23,4       | B2    | 500 × 707       | 19,7 × 27,8       | C2    | 458 × 648       | 18,0 × 25,5       |
| 4   | A3    | 297 × 420       | 11,69 × 16,54     | B3    | 353 × 500       | 13,9 × 19,7       | C3    | 324 × 458       | 12,8 × 18,0       |
| 5   | A4    | 210 × 297       | 8,27 × 11,69      | B4    | 250 × 353       | 9,8 × 13,9        | C4    | 229 × 324       | 9,0 × 12,8        |
| 6   | A5    | 148 × 210       | 5,83 × 8,27       | B5    | 176 × 250       | 6,9 × 9,8         | C5    | 162 × 229       | 6,4 × 9,0         |
| 7   | A6    | 105 × 148       | 4,1 × 5,8         | B6    | 125 × 176       | 4,9 × 6,9         | C6    | 114 × 162       | 4,5 × 6,.4        |
| 8   | A7    | 74 × 105        | 2,9 × 4,1         | B7    | 88 × 125        | 3,5 × 4,9         | C7    | 81 × 114        | 3,2 × 4,5         |
| 9   | A8    | 52 × 74         | 2,0 × 2,9         | B8    | 62 × 88         | 2,4 × 3,5         | C8    | 57 × 81         | 2,2 × 3,2         |
| 10  | A9    | 37 × 52         | 1,5 × 2,0         | B9    | 44 × 62         | 1,7 × 2,4         | C9    | 40 × 57         | 1,6 × 2,2         |
| 11  | A10   | 26 × 37         | 1,0 × 1,5         | B10   | 31 × 44         | 1,2 × 1,7         | C10   | 28 × 40         | 1,1 × 1,6         |
| 12  | A11   | 18 × 26         | 0,7 × 1,0         | B11   | 22 × 31         | 0,9 × 1,2         | C11   | 20 × 28         | 0,8 × 1,1         |
| 13  | A12   | 13 × 18         | 0,5 × 0,7         | B12   | 15 × 22         | 0,6 × 0,9         | C12   | 14 × 20         | 0,6 × 0,8         |
| 14  | A13   | 9 × 13          | 0,3 × 0,5         | B13   | 11 × 15         | 0,45 × 0,6        | C13   | 10 × 14         | 0,4 × 0,6         |
|     |       |                 |                   |       |                 |                   |       |                 |                   |

### Tiêu chuẩn Bắc Mỹ

Khổ giấy theo tiêu chuẩn Bắc Mỹ

#### Khổ rộng
Kích thước tiêu chuẩn hiện hành giấy Mỹ dựa trên cơ sở các khổ gốc sau: "Letter" ("Carta"), "Government Legal" ("Oficio"), "Half Letter", "Legal", và "Ledger"/"Tabloid" là các khổ mở rộng cho công việc hàng ngày. Khổ Letter dựa trên đơn vị đo inch (8.5" x 11" = 215.9mm x 279.4mm)
| Cỡ                        | Kích thước (inch) | Kích thước (mm) | Rộng lớn - Cao |
| ------------------------- | ----------------- | --------------- | -------------- |
| Letter / Carta            | 8½ × 11           | 215.9 × 279.4   | 1:1.2941       |
| Half Letter / Media Carta | 8½ × 5½           | 215,9 × 139.5   | 1:1.5476       |
| Government Legal / Oficio | 8½ × 13           | 215.9 × 330.2   | 1:1.5295       |
| Legal                     | 8½ × 14           | 215.9 × 355.6   | 1:1.6471       |
| Tabloid / Tabloide        | 11 × 17           | 279.4 × 431.8   | 1:1.5455       |